# Chlamydoselachus
Los clamidoselachos o tiburones anguilas (simplemente tiburones de gorguera) (gen. Chlamydoselachus).
Es un género de dos especies de la familia Chlamydoselachidae que cuenta con 2 especies vivas y 8 extintas.

## Especies
Género Chlamydoselachus''' Garman, 1884
- Chlamydoselachus africana Ebert & Compagno, 2009 (tiburón anguila sudafricano)
- Chlamydoselachus anguineus Garman, 1884 (tiburón anguila)
- Chlamydoselachus bracheri † Pfeil, 1983
- Chlamydoselachus gracilis † Antunes & Cappetta, 2001
- Chlamydoselachus goliath † Antunes & Cappetta, 2001
- Chlamydoselachus fiedleri † Pfeil, 1983
- Chlamydoselachus lawleyi † Davis, 1887
- Chlamydoselachus thomsoni † Richter & Ward, 1990
- Chlamydoselachus tobleri † Leriche, 1929